# 麥可·懷特
麥可·懷特（英語：Michael White，1959年2月16日—2018年2月6日）是一位英國作家和流行音樂家，著有43本書籍，包括J·R·R·托爾金、C·S·路易斯、史蒂芬·霍金、艾薩克·牛頓、李奧納多·達文西等人的傳記。他也曾擔任過《GQ》雜誌的編輯。

## 生平
懷特於1977至1982年間就讀倫敦國王學院，1984至1991年間在牛津歐佛魯克學院擔任化學講師，之後成為全職作家。當時他一度還成為音樂團體湯普森兄弟的成員。
他於2018年逝世，享年58歲。

## 外部連結
- 官方网站（英文）
- 麥可·懷特的Facebook專頁（英文）
- 麥可·懷特的X（前Twitter）（英文）
- 麥可·懷特在互联网电影资料库（IMDb）上的資料（英文）